# Eburia postica
Eburia postica är en skalbaggsart som beskrevs av White 1853. Eburia postica ingår i släktet Eburia och familjen långhorningar. Inga underarter finns listade i Catalogue of Life.